# Glandularia chiricahensis
Glandularia chiricahensis är en verbenaväxtart som beskrevs av Ray E. Umber. Glandularia chiricahensis ingår i släktet Glandularia och familjen verbenaväxter. Inga underarter finns listade i Catalogue of Life.